# Convolvulus peshmenii
Convolvulus peshmenii är en vindeväxtart som beskrevs av Aykurt och Sümbül. Convolvulus peshmenii ingår i släktet vindor, och familjen vindeväxter. Inga underarter finns listade i Catalogue of Life.